# 1927 Суванто
1927 Суванто (1927 Suvanto) — астероїд головного поясу, відкритий 18 березня 1936 року.
Тіссеранів параметр щодо Юпітера — 3,337.